# Tokamak
Tokamak é um dispositivo experimental projetado para confinar plasmas de alta temperatura numa região com a forma de um toróide, usando para isso campos magnéticos intensos. Dessa forma, é possível o estudo de plasmas em condições de temperaturas e densidades que possam levar à fusão nuclear controlada de núcleos leves como o deutério e trítio. Um dos objetivos da pesquisa nesta área é viabilizar a construção de reatores nucleares de fusão. O tokamak representa uma das várias classes de dispositivos para confinamento magnético de plasmas.
O termo tokamak é uma transliteração da palavra russa tокамак que por si só é um acrônimo das palavras: "тороидальная камера с магнитными катушками" (toroidal'naya kamera s magnitnymi katushkami) — câmara toroidal com bobinas magnéticas. Foi inventado no final da década de 1950 pelos físicos soviéticos Igor Tamm e Andrei Sakharov (que foram inspirados pela ideia original de Oleg Alexandrovich Lavrentiev) e construído no Instituto Kurchatov em Moscou.

## Confinamento do plasma
Para que a fusão nuclear ocorra é necessário que os núcleos se aproximem o suficiente para haver interação. Para isso é necessário vencer a repulsão eletrostática (uma vez que os núcleos possuem cargas elétricas positivas). Os núcleos que possuem a menor carga elétrica e, portanto, são mais adequados à fusão são o hidrogênio e seus isótopos (deutério e trítio).
Para vencer a repulsão eletrostática, os núcleos devem ter uma energia muito grande; dito de outra forma, sua temperatura deve ser muito alta. Para que a fusão ocorra, a temperatura típica deve ser da ordem de 100 milhões de graus Celsius. Nesta temperatura os átomos são ionizados e a matéria fica no estado de plasma.
Além da alta temperatura, o plasma deve ser mantido confinado numa determinada região do espaço e por um tempo suficientemente longo para aumentar probabilidade de fusão.
Existem três formas para confinar o plasma:
- Confinamento gravitacional: é a forma como as estrelas contêm o plasma, os núcleos de hidrogênio, na forma de gás, são comprimidos pela gravidade atingindo temperaturas de milhões de graus. O Sol, assim como todas as estrelas, é na verdade um reator natural de fusão nuclear. Porém este tipo de confinamento é impraticável na Terra.

- Confinamento inercial: neste caso são utilizados feixes de lasers ou de partículas muito intensos, que são focalizados em um alvo pequeno (cerca de 1 mm de diâmetro) contendo deutério e trítio. Dessa forma, o alvo é comprimido a densidades extremamente elevadas e sua temperatura sobe para cerca de 100 milhões de graus Celsius levando à fusão nuclear.
- Confinamento magnético: o plasma é um fluido condutor, portanto as partículas carregadas sofrem uma força quando lhes é aplicado um campo magnético. As partículas descrevem trajetórias em forma de hélice, enrolando-se em torno das linhas de campo magnético. Dessa forma, com o uso de campos magnéticos apropriados, é possível confinar o plasma numa região do espaço. Vários dispositivos experimentais foram desenvolvidos usando o confinamento magnético, como tokamak, stellarator, espelhos magnéticos, teta-pinch e z-pinch.

Um exemplo de tempo de confinamento e temperaturas foi o obtido pelo tokamak coreano KSTAR, que em 2023, quebrou seu próprio recorde ao manter uma temperatura de 100 milhões de graus Celsius por 48 segundos. Essa conquista foi possível após uma atualização de seus componentes magnéticos, demonstrando o avanço da pesquisa nessa área.
|                                                                  |                                        |                                                                                                  | |
| Selo postal soviético de 1987 exibindo a figura do Tokamak T-15. | Tokamak KSTAR, Daejeon, Coreia do Sul. | Interior do Alcator C-Mod, operado de 1991 a 2016 pelo Instituto de Tecnologia de Massachusetts. | Plasma gerado no interior do MAST (Mega Ampere Spherical Tokamak) do Culham Centre for Fusion Energy do Reino Unido. |

## Funcionamento

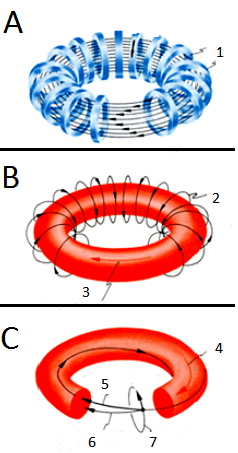
Principais campos magnéticos do tokamak - Figura A: (1) - bobinas (azuis) que geram o campo toroidal (setas pretas); Figura B: (2) - campo magnético poloidal gerado pela corrente no plasma (3); Figura C: (6) campo toroidal + (7) campo poloidal gerando o campo resultante helicoidal (5).

O tokamak se utiliza do confinamento magnético para aprisionar e aquecer o plasma. Para isso usa um conjunto de bobinas nas quais flui uma corrente elétrica, gerando campos magnéticos (eletroímã) em uma configuração adequada.
Algumas dessas bobinas são distribuídas em torno de uma câmara em formato de toro (semelhante à câmara de pneu); são as bobinas que geram o campo magnético toroidal (vide figura).
Além disso, é possível induzir uma corrente elétrica no próprio plasma; essa corrente gera o campo magnético poloidal (vide figura). A geração dessa corrente é possível por que o plasma num tokamak funciona como o enrolamento secundário de um transformador (o enrolamento primário fica localizado fora da câmara toroidal).
Os campos toroidal e poloidal combinam-se gerando um campo resultante em espiral conhecido como campo helicoidal (vide figura). As partículas carregadas que formam o plasma descrevem trajetórias em forma de hélice em torno desse campo helicoidal, resultando em seu aprisionamento.
A estabilização completa do plasma é conseguida adicionando-se ainda bobinas externas paralelas ao plano do toróide (bobinas poloidais), situadas acima e abaixo da câmara toroidal, que geram um campo magnético vertical.

## Países lusófonos

### Brasil
No Brasil há pelo menos três tokamaks de pequeno porte: o Tokamak Chauffage Alfvén Brésilien (TCABR) no departamento de Física Aplicada da USP; o Tokamak NOVA II, originário da Universidade de Kyoto, doado à Unicamp e, em seguida, ao Laboratório de Plasma do Instituto de Matemática, Estatística e Física (Imef) da Universidade Federal do Rio Grande - FURG, encontra-se, atualmente , no Laboratório de Plasma Térmico (LPT) do Departamento de Física (DFis) do Centro de Ciências Exatas (CCE) da Universidade Federal do Espírito Santo - UFES; e um terceiro, em formato esférico, no Laboratório Associado de Plasma do INPE, em São José dos Campos. Este último é denominado ETE (Experimento Tokamak Esférico).
O Experimento Tokamak Esférico (ETE), é  utilizado para estudos de plasma em tokamaks de baixa relação de aspecto. O ETE foi inteiramente projetado e construído no LAP (Laboratório Associado de Plasma) do INPE (Instituto Nacional de Pesquisas Espaciais) do Brasil.

### Portugal
Existe em Portugal um Tokamak de secção circular, ISTTOK. Encontra-se montado e em funcionamento regular desde 1990 no Instituto de Plasmas e Fusão Nuclear, situado no campus do Instituto Superior Técnico em Lisboa. Com este reator, Portugal integra o projeto ITER  desde 1998 e conta também com a colaboração de cientistas brasileiros.

### Vídeos
- YouTube - La energía inagotable del futuro: fusión nuclear. Proyecto ITER. Tokamak. (em castelhano) Página visitada em 14 de maio de 2022.
- YouTube - Nuclear Fusion - Tokamak VS Stellarator. (em inglês) Página visitada em 14 de maio de 2022.